# Sherri Shepherd
Pour les articles homonymes, voir Shepherd.
Sherri Shepherd, née le 22 avril 1967 à Chicago, est une humoriste et actrice américaine. Elle est l'une des animatrices du talk-show féminin The View.

## Filmographie

### Cinéma
- 2005 : Beauty Shop : Ida
- 2007 : Who's Your Caddy? de Don Michael Paul
- 2009 : Precious
- 2011 : Big Mamma : De père en fils : Beverly Townsend
- 2012 : Recherche Bad Boys désespérément (One for the Money) : Lula
- 2012 : Think Like a Man : Vicki
- 2009 : Madagascar 2  :  Florrie, la Mère d'Alex (voix)
- 2014 : Top Five  : Vanessa
- 2016 : Mise à l'épreuve 2 : Cori
- 2018 : Brian Banks : Leomia
- 2019 : Courage et Rodéo : Felice
- 2021 : A Week Away : Kristin
- 2025 : À bout (Straw) de Tyler Perry : Nicole

### Télévision

#### Séries télévisées
- 1997–2000 : Susan! : Miranda Charles / Roni (23 épisodes)
- 1998 : Holding the Baby : Mme Boggs (8 épisodes)
- 1998 : Friends : Rhonda, la guide du musée
- 1998–2003 : Tout le monde aime Raymond : Sergent Judy (8 épisodes)
- 1990–2001 : The Jamie Foxx Show : Sheila Yarborough (14 épisodes)
- 2001–2006 : Less than Perfect (en) : Ramona Platt (80 épisodes)
- 2007–2012 : 30 Rock : Angie Jordan (11 épisodes)
- 2012 : 23 ans d'absence (Abducted: The Carlina White Story) : Joy White
- 2012–2015 : The Soul Man : Nikki (11 épisodes)
- 2013 : How I Met Your Mother : Daphne (8 épisodes)
- 2016: Rosewood : Dr Anita Eubanks (3 épisodes)
- 2017 : Trial & Error : Ann Flatch (actrice principal)
- 2015–2017 : Agent K.C. : agent Beverly (7 épisodes)
- 2017–2018 : Man with a Plan : Joy (3 épisodes)
- 2019 : Rick et Morty : la femme de Tony / la juge (2 épisodes, voix)
- 2019–2020 : Mr. Iglesias : Paula Madison
- 2021 : No Activity : Carol
- 2021 : The Sex Lives of College Girls : la sénatrice Evette Chase (4 épisodes)
- 2021 : Call Your Mother : Sharon (9 épisodes)

#### Téléfilms
- 2019 : Twas the Chaos before Christmas : Valerie Russell
- 2021 : Adolescence volée (Imperfect High) de Siobhan Devine : Deborah

### Podcasts
- 2020 : The Pack Podcast : Melissa / Anita / Miss Fezdin

## Émissions de télévision
- 2007–2014 : The View